# Robert Anderle von Sylor
Robert Anderle von Sylor, avstrijski general, * 17. junij 1844, † ?.

## Življenjepis
V letih 1891−96 je bil poveljnik 12. huzarskega polka.
1. maja 1900 je bil upokojen s činom častnega podmaršala.

## Pregled vojaške kariere
Napredovanja
- generalmajor: 1. maj 1897 (retroaktivno z dnem 23. aprilom 1897)
- podmaršal: 1. maj 1900